# Herbert Pitman
Herbert John Pitman MBE (Sutton Montis, 20 de novembro de 1877 – Pitcombe, 7 de novembro de 1961) foi um marinheiro britânico mais famoso por ter servido como o terceiro oficial do RMS Titanic em 1912. Ele entrou na marinha mercante aos dezoito anos de idade, começando a trabalhar para a White Star Line em 1906 e servindo a bordo de navios como o SS Majestic e o RMS Oceanic. Pitman foi designado para o Titanic no final de março de 1912; quando o navio colidiu com um iceberg na noite de 14 de abril e começou a afundar, ele foi colocado no comando de um dos botes salva vidas e acabou sobrevivendo ao naufrágio. Como oficial ele testemunhou nos inquéritos americano e britânico sobre o desastre.
Pitman continuou a trabalhar para a White Star a bordo do Oceanic. Um exame médico descobriu que ele era parcialmente daltônico, assim ele foi servir no RMS Olympic como comissário de bordo. Pitman se juntou a Shaw, Savill and Albion Company Ltd. e trabalhou no Mataroa durante a Segunda Guerra Mundial. Ele se aposentou em 1946, recebendo logo depois o título de Membro da Ordem do Império Britânico. Pitman foi um dos consultores do filme A Night to Remember em 1958, morrendo três anos depois em 1961 aos 83 anos de idade de hemorragia cerebral.

## Início de vida

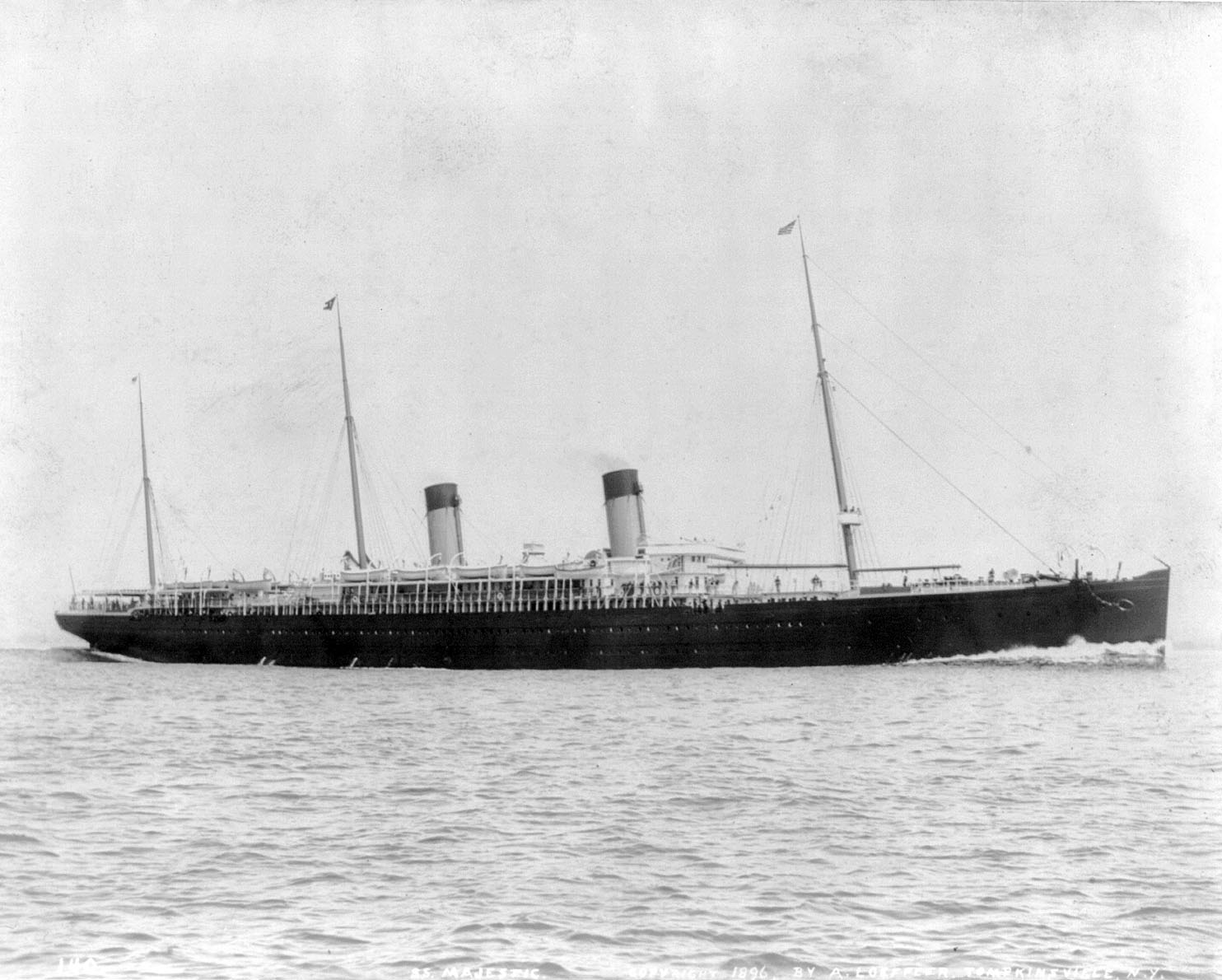
O Majestic, um dos navios em que Pitman serviu como oficial.

Herbert John Pitman nasceu em Sutton Montis, Somerset, Inglaterra, no dia 20 de novembro de 1877. Era filho de Henry e Sarah Marchant Pitman. Seu pai era um fazendeiro antes da família se mudar para a cidade. Ele tinha dois irmãos mais velhos e uma irmã mais nova.
Pitman entrou na marinha mercante em 1895 aos dezoito anos de idade. Ele teve seu treinamento naval no departamento de navegação do Colégio Técnico de Empreendedores Mercantes, conseguindo em 1900 seu certificado de segundo oficial, em 1902 seu certificado de primeiro oficial e em agosto de 1906 seu certificado como mestre marinheiro. Pitman obteve seus certificados enquanto trabalhava a James Nourse Ltd., depois entrando na Blue Anchor Line em viagens entre a Inglaterra e a Austrália. Em seguida trabalhou por seis meses na Shire Line na rota para o Japão.
Pitman foi contratado pela White Star Line em 1906. Pelos cinco anos seguintes ele trabalhou no SS Dolphin, no SS Majestic e no RMS Oceanic como segundo ou quarto oficial.

## Titanic

### Viagem

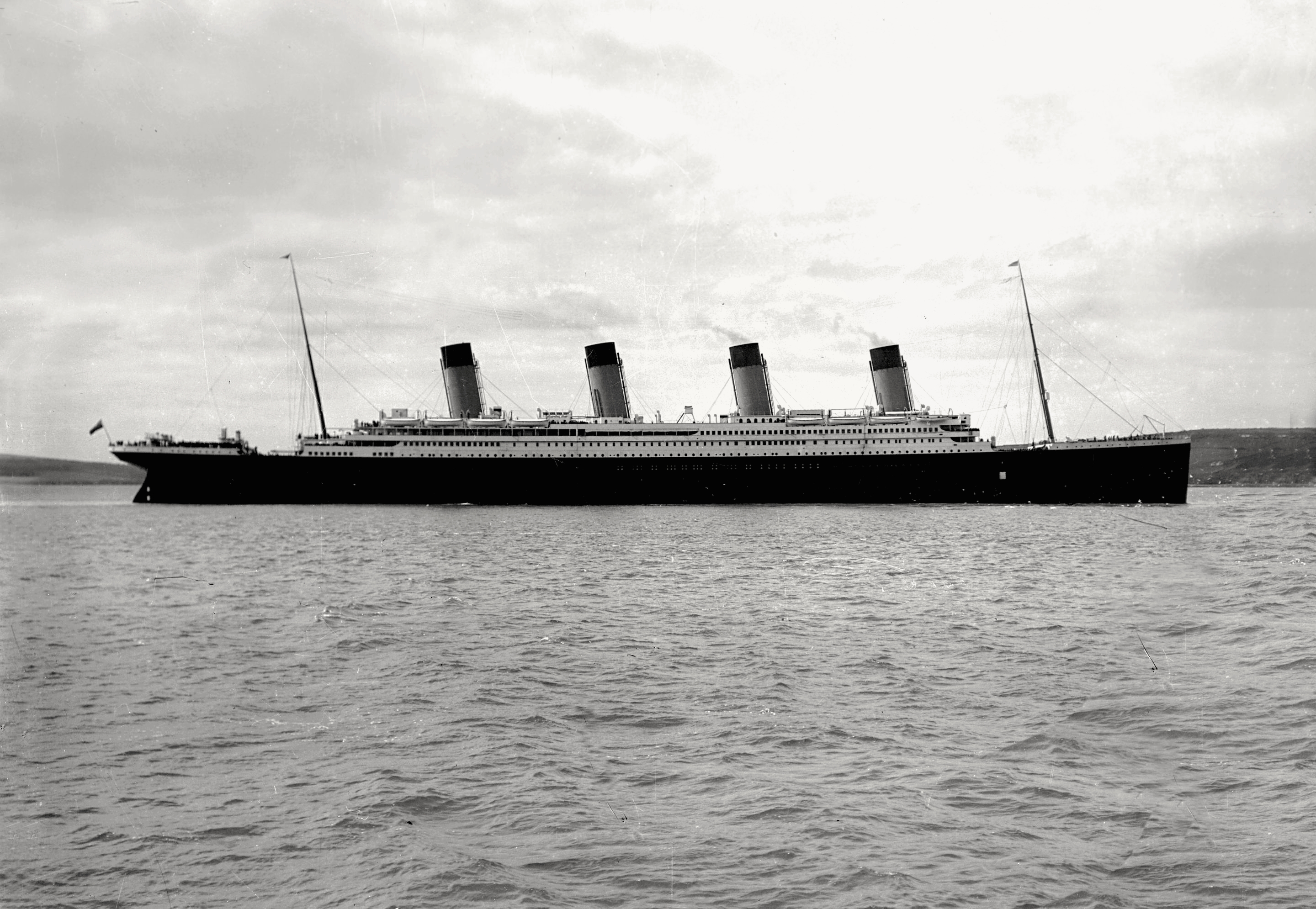
O Titanic em Queenstown, 11 de abril de 1912.

Pitman foi transferido no final de março de 1912 para ser o terceiro oficial do RMS Titanic, o maior e mais novo navio da White Star Line. Ele foi escolhido especialmente por causa de suas boas relações com os passageiros. Pitman partiu para os estaleiros da Harland and Wolff em Belfast, Irlanda, em 27 de março junto com os outros três oficiais "júniors" do navio (quarto oficial Joseph Boxhall, quinto oficial Harold Lowe e sexto oficial James Moody). Ele participou dos testes marítimos no dia 2 de abril e depois viajou junto com o Titanic para Southampton.
O Titanic zarpou de Southampton em 10 de abril às 12h. Pitman estava com o primeiro oficial William Murdoch na passarela de navegação na popa auxiliando nas manobras para sair do porto. Ele ficou responsável por transmitir as ordens do capitão Edward Smith. A travessia foi tranquila, com Pitman geralmente sendo designado para trabalhar junto com Lowe em períodos de quatro horas de serviço e quatro horas de descanso.

### Naufrágio
Pitman estava dormindo em sua cabine às 23h40min do dia 14 de abril quando o Titanic colidiu com um iceberg. Ele foi despertado por Boxhall e chamado para o convés a fim de auxiliar na evacuação do navio. O militar trabalhou no lançamento dos botes salva vidas do lado estibordo sob as ordens de Murdoch, parando apenas para observar os pedaços de gelo que haviam caído no convés e luzes de um navio distante que não respondeu aos chamados de socorro. Pitman preencheu o bote salva vidas nº 5 e aguardou ordens de Smith para começar a abaixá-lo; Murdoch interrompeu e perguntou se Pitman gostaria de comandar o barco, com ele concordando sem saber que o Titanic estava afundando. Seu bote foi colocado no mar às 0h55min do dia 15 de abril com apenas 35 pessoas a bordo.
Ele afastou seu bote do navio e ficou observando o naufrágio à distância. Centenas de pessoas caíram no mar congelado depois do Titanic afundar completamente e Pitman quis voltar com o barco para tentar resgatar sobreviventes, porém o restante dos ocupantes do bote foram contra a ideia. Ele posteriormente afirmou ter se arrependido de não ter voltado e que os gritos dos náufragos naquela noite o traumatizaram pelo restante da vida. Seu bote em seguida foi anexado ao bote nº 7 e ambos foram resgatados ao amanhecer pelo RMS Carpathia.

## Vida posterior

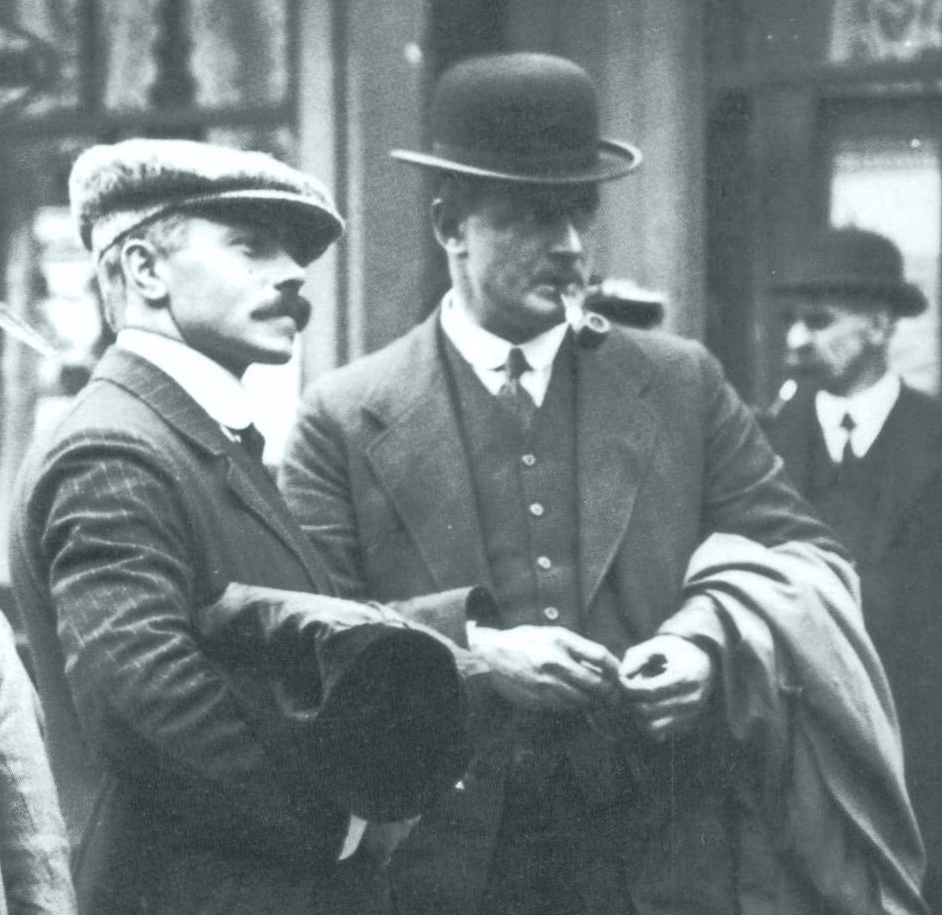
Pitman (esquerda) e Charles Lightoller (direita) em Nova Iorque durante os inquéritos do naufrágio.

Pitman testemunhou na comissão de inquérito do Senado dos Estados Unidos sobre o naufrágio, sendo interrogado pelo senador William Alden Smith. Ele voltou para a Inglaterra junto com vários outros sobreviventes abordo do RMS Adriatic, testemunhando então na comissão britânica de inquérito liderada por lorde John Bigham, 1.º Barão Mersey.
Pitman voltou ao trabalho em julho de 1912 como terceiro oficial do Oceanic. Algum tempo depois a White Star exigiu que todos os seus funcionários passassem por exames médicos; foi neste instante que se descobriu que ele era daltônico, algo que o impediu de continuar sua carreira como oficial. Distinguir cores era necessário para oficiais, incluindo a identificação das luzes noturnas de navios próximos. Dessa forma Pitman foi forçado a trabalhar como comissário, servindo a bordo do RMS Olympic, o navio "irmão mais velho" do Titanic.
Pitman deixou a White Star no início da década de 1920 e foi trabalhar na Shaw, Savill and Albion, onde continuou na função de comissário. Dois anos depois se casou com a neozelandesa Mildred Kalman. Durante a Segunda Guerra Mundial, serviu a bordo do Mataroa. Ele se aposentou no final da guerra em 1946, depois de sessenta anos no mar, recebendo em 1948 o título de Membro da Ordem do Império Britânico. Pitman e Boxhall, então os dois últimos oficiais sobreviventes do Titanic, serviram em 1958 como consultores do filme A Night to Remember, também sendo convidados para a estreia. Ele morreu de hemorragia cerebral em 7 de dezembro de 1961 aos 84 anos de idade. Como não tinha filhos, deixou suas posses para sua sobrinha e uma associação de marinheiros.